# Porzellanmanufaktur Scheibe-Alsbach
Die Porzellanmanufaktur Scheibe-Alsbach ist eine Porzellanmanufaktur der Tettau GmbH mit Sitz in Rudolstadt (Thüringen).

## Geschichte
In Scheibe-Alsbach befindet sich auch das Geburtshaus des Glasmachers Johann Gotthelf Greiner. Er gilt als der Begründer der Thüringer Porzellanindustrie.
1972 wurde die Firma ein Volkseigener Betrieb und gehörte zum „VEB Vereinigte Zierporzellanwerke Lichte“. Nach der Wiedervereinigung erfolgte 1990 die Übernahme durch die Königlich privilegierte Porzellanfabrik Tettau, eine hundertprozentige Tochter der Unternehmensgruppe Seltmann Weiden.

## Künstler
- Prof. Carl Lysek (1871–um 1956)
- Prof. Reinhard Möller (1855–1912)
- Prof. Otto Poertzel (1876–1963)
- Heinz Schober (1933–1997)
- Felix Zeh (19. Jh.)